# Tachina exacta
Tachina exacta är en tvåvingeart som beskrevs av Walker 1853. Tachina exacta ingår i släktet Tachina och familjen parasitflugor. Inga underarter finns listade i Catalogue of Life.